# María Eugenia Farías
María Eugenia Farias (Córdoba, 22 de abril de 1968) es una bióloga argentina, especializada en microbiología ambiental. Es investigadora del CONICET, donde desarrolla su trabajo centrado en el estudio de los ecosistemas microbianos de lagunas andinas, estudios de prospección, biodiversidad, metagenómica como base de la conservación y aplicación biotecnológica de ecosistemas nacionales estratégicos. 

## Biografía

### Comienzos
Nació el 22 de abril de 1968 en la provincia argentina de Córdoba, pero se trasladó a la provincia de Tucumán cuando tenía tan sólo 3 años, y desde entonces reside en dicha provincia. Tiene 3 hijos: Nicolás, Marco e Irina.
Se recibió de bióloga en el año 1992 en la Universidad Nacional de Tucumán. En 1996 obtuvo su título e hizo su doctorado en microbiología en la misma universidad y realizó el posdoctorado en Madrid, España (CSIC-CIB). Volvió al país con un plan del CONICET de repatriación de científicos argentinos en el extranjero.

### Trayectoria profesional
Actualmente es  investigadora del CONICET y trabaja en el CCT-PROIMI Archivado el 29 de octubre de 2018 en Wayback Machine. (Planta Piloto de Procesos Industriales Microbiológicos) de Tucumán. Ha creado y está a cargo del Laboratorio de Investigaciones Microbiológicas de Lagunas Andinas (LIMLA), donde desde el año 2004 trabaja en el estudio de la microbiología de los salares y lagunas de la puna andina. Ha recorrido y estudiado estos ambientes desde Jujuy hasta La Rioja, en numerosas campañas de alta montaña que incluyeron, entre otras, Laguna Vilama (Jujuy, 4600 m), Salar de la laguna Verde (Catamarca, 4400m), Laguna Socompa (Salta, 4000m) Lluillallaco (Salta, 6000 m), Tolar Grande (Salta, 3600m), Laguna Brava (La Rioja, 4000m), etc.
Tiene alrededor de 70 publicaciones científicas en revistas internacionales y fue expositora en numerosos congresos internacionales.
Ha obtenido numerosos subsidios de la Agencia de Promoción Científica y Tecnológica, de la Fundación Antorchas y de la Fundación BBVA. 
El descubrimiento de los estromatolitos en la puna salteña tuvo una gran difusión a nivel nacional e internacional, siendo reconocido por la prestigiosa revista Nature. Junto con su grupo de investigación, se encuentra llevando a cabo las investigaciones científicas pertinentes para revelar la biología molecular de estos organismos arcaicos y sus aplicaciones biotecnológicas.

### Aportes en la legislación argentina
Se encuentra trabajando activamente en colaboración con la Cámara de Diputados de la Nación para el cambio de leyes de patrimonio genético que permita que las aplicaciones biotecnológicas de este descubrimiento sean patrimonio de nuestro país. Por otro lado, también trabaja activamente con el Gobierno de la provincia de Salta, los operadores de turismo alternativo y los pobladores de la región puneña de Tolar Grande para la preservación y cuidado de ese lugar. Su trabajo con los estromatolitos fue la base para la declaración de área de reserva provincial de la laguna Socompa y Ojos de mar de Tolar Grande en marzo de 2011. Actualmente se encuentra realizando un relevamiento de los ecosistemas extremófilos asociados a humedales en Argentina, Chile y Bolivia.

## Reconocimientos fuera del campo científico
Su nombre no sólo ha aparecido en las más prestigiosas publicaciones científicas, como el Applied and Enviromental Microbiology o en el Journal of Geophysical Resarch. Su foto ha salido en varias revistas femeninas, como Women's Health o Sophia, que la consideran como a una de las mujeres más intrépidas de Argentina.
Farías ha participado de diversas actividades de divulgación científica entre las que se destacan tres disertaciones TEDx, y una charla sobre el origen de la vida en el Congreso CONECTAR.

## Premios y reconocimientos
- 2011, Premios L'Oréal-UNESCO a Mujeres en Ciencia.
- 2013, Premio Konex en Ciencia y Tecnología, Biología y Ecología.